# Sebastian Frei
Sebastian Frei (geboren 1980 in Mosbach) ist Jurist und parteiloser Kommunalpolitiker. Seit dem 2. Februar 2018 ist er Oberbürgermeister von Bad Rappenau.

## Leben
Frei wuchs in Hüffenhardt auf und legte im Jahr 2000 das Abitur ab. Anschließend leistete er in Bad Rappenau seinen Zivildienst ab und begann ein Studium der Rechtswissenschaft an der Ruprecht-Karls-Universität Heidelberg, das er als Prädikatsjurist abschloss. Nach dem Rechtsreferendariat am Landgericht Heidelberg wurde Frei Richter auf Probe am Landgericht Mosbach, anschließend war er als Staatsanwalt bei der Staatsanwaltschaft Mosbach tätig. 2013 wurde er am Landgericht Mosbach zum Richter auf Lebenszeit ernannt. Seit 2014 war er Dozent an der Hochschule für Rechtspflege Schwetzingen.
Im Jahr 2017 bewarb sich Frei um die Nachfolge des bisherigen Bad Rappenauer Oberbürgermeisters Hans Heribert Blättgen. Seine Kandidatur wurde von der CDU und der SPD unterstützt. Am 5. November 2017 wurde er mit 71,69 Prozent der Stimmen gegen seinen Mitbewerber Gordan Pendelic im ersten Wahlgang zum Oberbürgermeister von Bad Rappenau gewählt. Frei trat sein Amt zum 2. Februar 2018 an. Bei der Kommunalwahl 2019 wurde er auf der Liste der CDU in den Kreistag des Landkreises Heilbronn gewählt.
Frei ist verheiratet.